# سونی اریکسون نیت
سونی اریکسون نیت (به انگلیسی: Sony Ericsson Naite)، یک‌نمونه از گوشی‌های تلفن همراه سری ج (به انگلیسی: J) شرکت سونی اریکسون می‌باشد که توسط همین شرکت به بازار عرضه شده‌است.